# ژان فیته
ژان فیته (انگلیسی: Jean Feyte; ۲۱ اکتبر ۱۹۰۳ – ۴ ژانویهٔ ۱۹۹۶) ویراستار و تدوین‌گر اهل فرانسه بود.